# Minorité slovène de Hongrie
La minorité slovène de Hongrie (Magyarországi szlovének) désigne une minorité nationale reconnue officiellement par la loi hongroise sur les minorités nationales et ethniques. Elle dispose d'une réalité statistique lors des recensements de population et d'une réalité juridique à travers les collectivités des minorités (kisebbségi önkormányzat) qui disposent de compétences particulières pour fixer le calendrier de leurs fêtes et célébrations, contribuer à la préservation de leurs traditions et participer à l'éducation publique. Ces collectivités particulières peuvent ainsi gérer des théâtres publics, des bibliothèques, des institutions scientifiques et artistiques, attribuer des bourses d'études et dispenser de services en direction de leur communauté (aides juridiques notamment).